# 名古屋師管区
名古屋師管区（なごやしかんく）は、1945年4月1日に、日本陸軍が徴兵などの軍事行政と地域防衛のために全国を区分けして設けた師管区の一つである。愛知県・岐阜県・静岡県・三重県を範囲とした。金沢師管区とともに東海軍管区の下にあった。区内は名古屋連隊区・岐阜連隊区・静岡連隊区・津連隊区に分けられた。名古屋師管区司令部が管轄し、名古屋師管区部隊が置かれた。同年の敗戦後もしばらく続き、1946年3月31日に廃止になった。

## 概要
師管区は従来の師管を改称したもので、地域防衛の担当地域であると同時に、徴兵・補充の単位となる地域でもある。名古屋師管区の前身は名古屋師管で、区域の変更はない。ただ、静岡県東部、富士川以東の防衛担任は、東海軍管区・名古屋師管（師管区）から外され、東部軍管区・東京師管区に委ねられていた。名古屋師管は留守第3師団司令部が管轄しており、この司令部を改称して名古屋師管区司令部とした。留守師団の補充隊はいったん復帰（解散）し、あらたに師管区部隊の補充隊を編成する形式をとった。

## 師管区部隊
師管区司令官
- 鷲津鈆平 予備役中将：昭和20年（1945年）4月1日 - 10月

師管区参謀長
- 岩崎岩 大佐：1945年4月1日 -

### 最終所属部隊
- 伊勢警備隊（宇治山田）：河野欣吾 中佐（陸士33期）
  - 独立高射砲第5大隊

連隊区司令部（兼地区司令部）
- 名古屋連隊区司令官：坂井徳太郎 予備役中将（陸士17期）
- 岐阜連隊区司令官：吉田弘 予備役少将（陸士21期）
- 静岡連隊区司令官：篠原三郎 予備役少将（陸士15期）
- 津連隊区司令官：石谷甚三郎 予備役少将（陸士22期）

補充隊
- 名古屋歩兵第1補充隊：緑川純治 大佐（陸士25期）
- 名古屋歩兵第2補充隊：近藤義孝 大佐（陸士24期）
- 名古屋歩兵第3補充隊：中嶋正司 大佐（陸士28期）
- 名古屋歩兵第4補充隊：田部久次郎 大佐（陸士24期）
- 名古屋砲兵補充隊：平野健一郎 大佐（陸士26期）
- 名古屋工兵補充隊：横山与助 大佐（陸士24期）
- 名古屋輜重兵補充隊：奥崎勇三郎 予備役中佐（陸士18期）
- 名古屋通信補充隊

陸軍病院
- 名古屋陸軍病院：矢島登美太 軍医大佐
- 静岡陸軍病院：小俣重信 軍医中佐
- 岐阜陸軍病院：藤井恭 軍医中佐
- 津陸軍病院：伊藤進 軍医中佐